# Ter Does
Ter Does of  Huis ter Does was een kasteel in het Nederlandse dorp Leiderdorp, provincie Zuid-Holland. Het voormalige kasteelterrein is herkenbaar aan een glooiing in het landschap en de aanwezigheid van enkele tuinmuren. Sinds 1976 is het kasteelterrein een archeologisch rijksmonument.

## Geschiedenis
Ter Does was rond 1300 een omgrachte woontoren bij de watergang de Does. Deze toren is eind 13e gebouwd, mogelijk door Diederic van der Does. Hij was van 1281 tot 1284 leenman van het graafschap Holland vanwege een halve hoeve, terwijl hij het kasteel in leen hield van de heren van Brederode. De woontoren werd al snel voorzien van een ringmuur, die begin 15e eeuw weer werd vervangen door een nieuwe, steviger ringmuur.
Rond 1420 en 1481 werd Ter Does geplunderd.
In 1468 werd Foy van der Does met het kasteel beleend. Hij verkocht het kasteel in 1492 aan Arent van Yselsteyn, die het inmiddels vervallen gebouw herstelde en uitbreidde.
Eind 16e eeuw was Ter Does weer vervallen geraakt. Vlootvoogd Pieter van der Does kocht in 1591 het slot aan en zorgde voor herstel. Begin 17e eeuw werd Ter Does nogmaals gemoderniseerd.
Ter Does is rond 1740 afgebroken.
Opgravingen in 1952/1953 door Jaap Renaud brachten de funderingen van de twee ringmuren en de woontoren aan het licht. Ook werd onder andere aardewerk aangetroffen. In 2004 werd nog een bruggenhoofd gevonden.
Boerderij de Doeshof bevindt zich waarschijnlijk op de oude voorburcht.

## Beschrijving
De woontoren is eind 13e eeuw gebouwd en was 8,5 bij 9 meter groot met muren van 2 meter dik. Tegen deze toren werd al snel een ringmuur gebouwd met een muurdikte van 90 cm. De grond die was vrijgekomen bij het graven van de slotgracht werd gebruikt om het kasteelterrein op te hogen.
Begin 15e eeuw werd rondom het bestaande complex een nieuwe ringmuur gebouwd, op de plek waar tot dan toe de slotgracht had gelegen. Het afbraakmateriaal van de oude muur werd hergebruikt voor de fundering van de nieuwe muur. Met een dikte van 1,8 meter voldeed de nieuwe ringmuur beter aan de militaire eisen van de 15e eeuw.
Rond 1500 is tegen de woontoren een nieuwe vleugel gebouwd met een zaal, diverse kamers en een keuken. Op de hoeken van de nieuwbouw stonden twee torentjes. Van deze nieuwere bouwdelen zijn in 1952 nauwelijks restanten teruggevonden.
Na de laatste renovatiewerkzaamheden die rond 1600 werden uitgevoerd, is het kasteel nauwelijks meer gewijzigd. Rond 1740 volgde de afbraak van Ter Does.

## Afbeeldingen

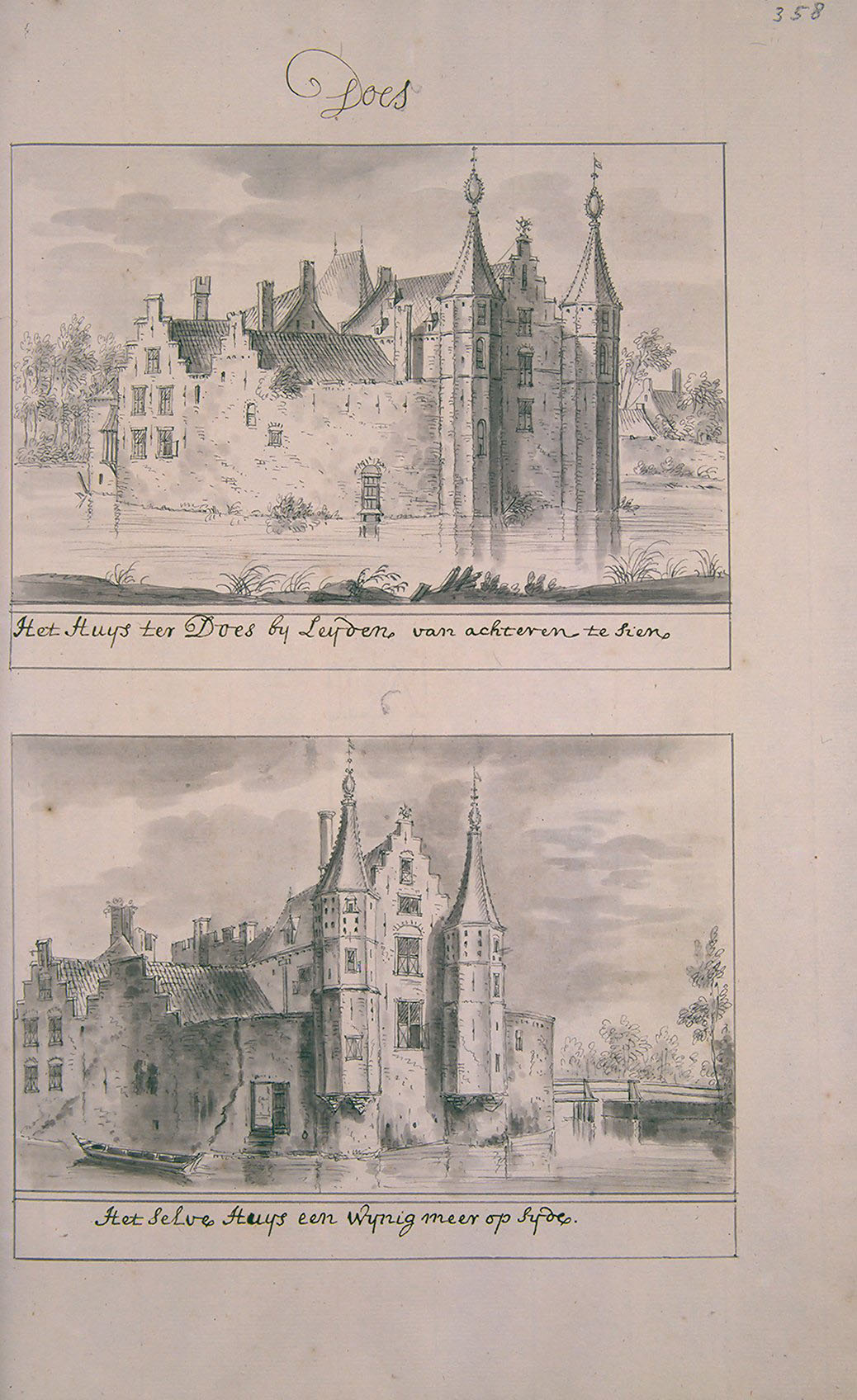
Ter Does in de Atlas Schoemaker, circa 1710-1735
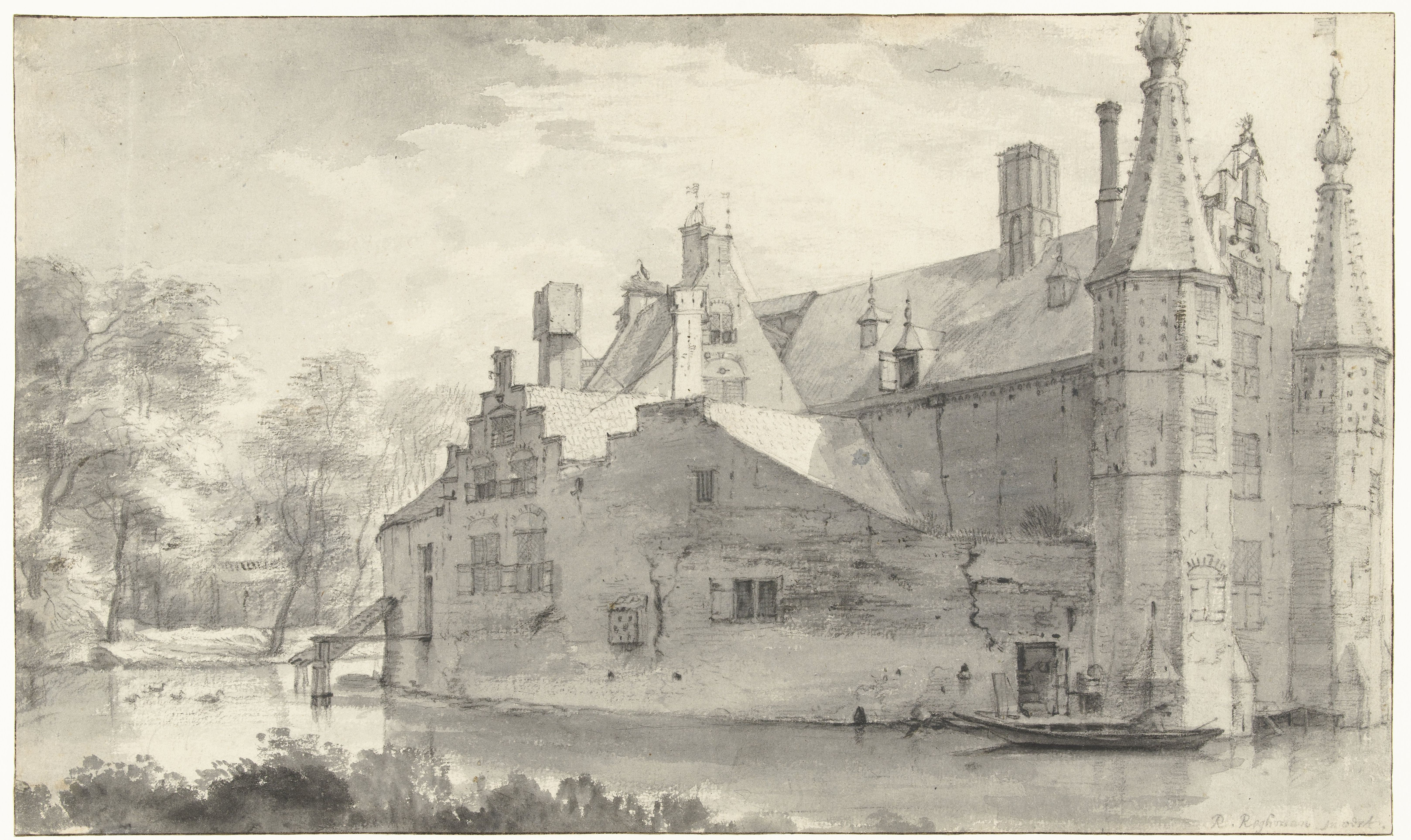
Gezicht op Huis ter Does vanuit het noordoosten, door Roelant Roghman (1646/1647)
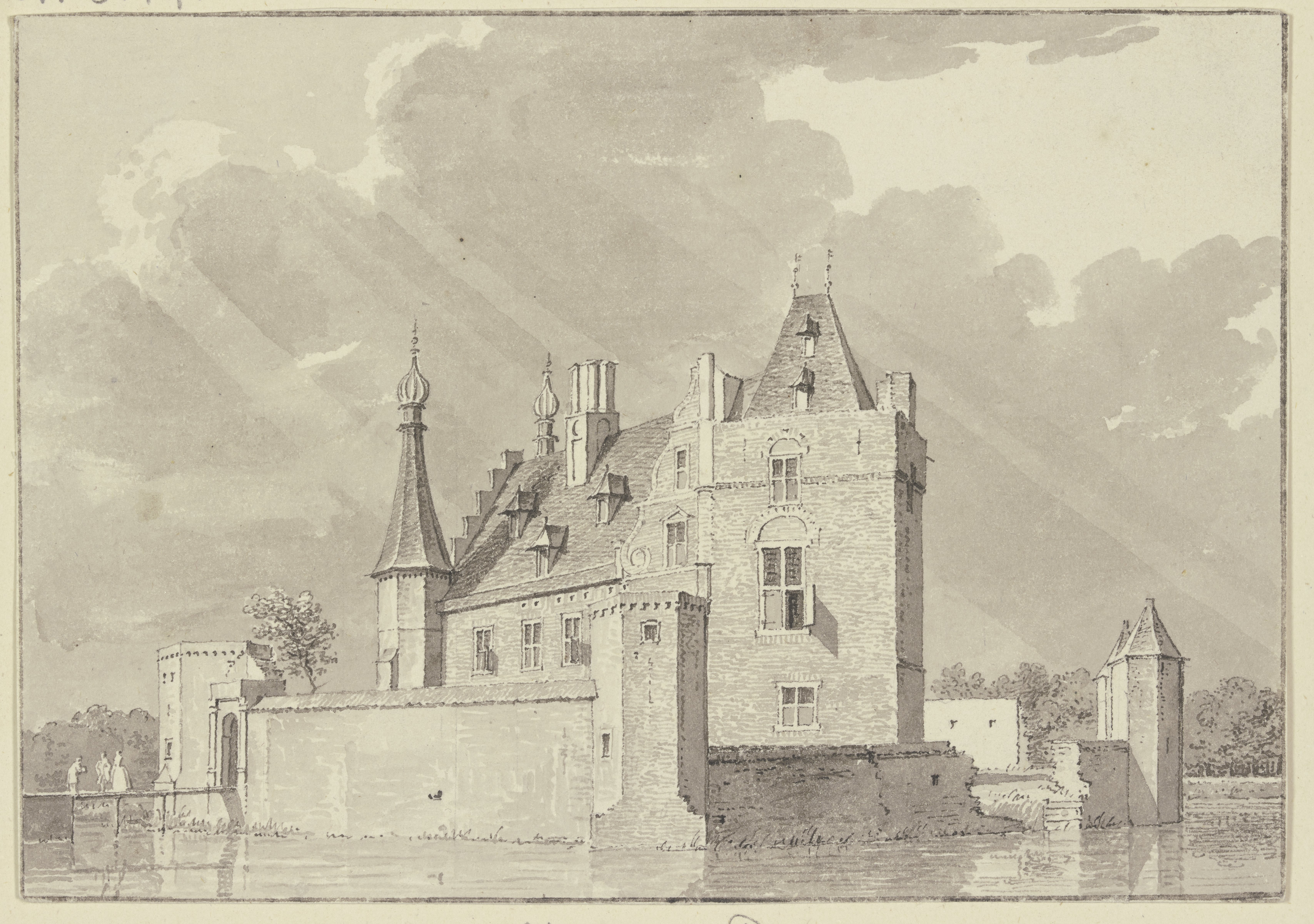
Het Huis ter Does, door Cornelis Pronk, 18e eeuw
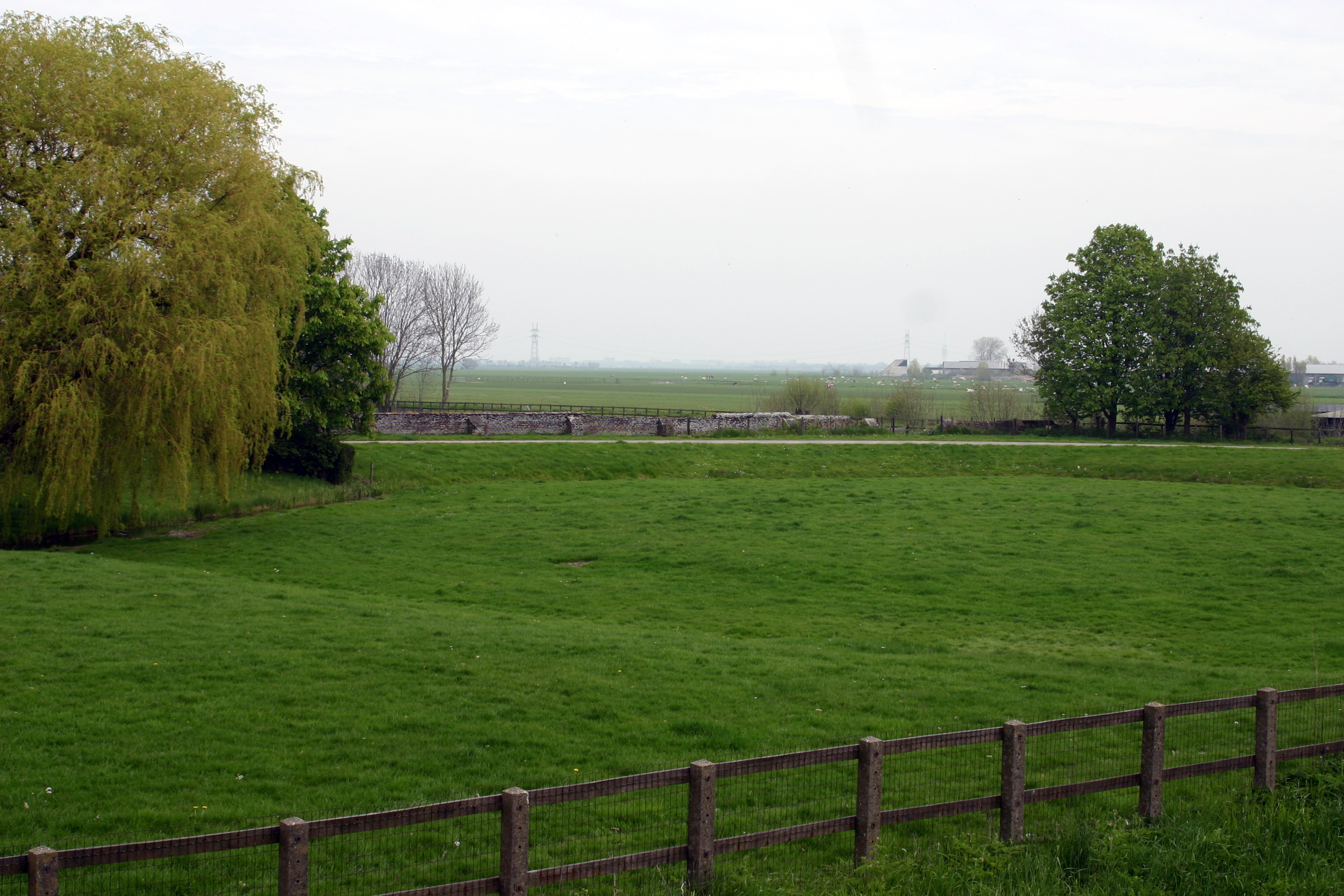
Voormalig kasteelterrein van Ter Does

Abbenbroek · Abspoel · Adegeest · Slot Alkemade ·  Altena · Arkelsburg · Bellesteyn · Huis ten Berghe · Binckhorst · Binnenhof · Blijdestein · Te Blotinghe · Boekenburg · Boekhorst · Boshuysen · Bulgersteyn · Burcht (Leiden) · Burcht (Voorne) · Slot Capelle · Coebel · Cranenburg · Crayestein · Cronesteyn · Crooswijk · Develstein · 't Huys Dever · Dirks Steenhuis · Ter Does · Duivenstein · Duivenvoorde · Endegeest · Endepoel · Foreest · Giessenburg · Gravensteen · Groot Haesebroek · 's Heeraartsberg · Hof van Wateringen · Holy · Slot Honingen · Kasteel van de Heren van Arkel · Kasteel van Gouda · Keenenburg · Kasteel Keukenhof · Klein Poelgeest · Huis te Langerak · Langestein · Huis te Liesveld · Ter Lips · De Loo · Madeburcht · Marenburch · Meerburg · Huis te Merwede · Huis ter Mey · Kasteel van der Meye · Niemandsvriend · Noordeloos · Oud-Berendrecht · Oud-Poelgeest · Oud Teylingen · Paddenpoel · Persijn · Groot Poelgeest · Hof van Putten · Puttensteyn · Landgoed De Raephorst · Kasteel Ravesteyn · Kasteel van Rhoon · Rijnegom · Rijnenburg · Huis te Riviere · Rodenburg · Hofstad Rodenrijs · Rodenrijs · Rosenburgh · Huis Roucoop · Santhorst · Schelluinderberg · Schonenburg · Kasteel van Schoonhoven · Souburgh · Spangen · Starrenburg · Huis ter Specke · Steenvoorde · Stenevelt · Slot Teylingen · Den Toll · Torenvliet · Slot Valckesteyn · Huis ter Waard · Warmont · Ter Weer · Hof van Wena · Kasteel Westerbeek · Huis te Woude · Kasteel van IJsselmonde · 't Zand · Huis Zevender · Kasteel aan de Zevender · Zijlhof · Zonneveld · Huis Zuidwijk · Zwieten